# Coendou melanurus
O  Coendou melanurus também conhecido como “porco espinho de cauda preta”, “porco espinho anão peludo de cauda preta” e "ouriço-cacheiro" é uma espécie de roedor da família Erethizontidae. Pode ser encontrado no Brasil, Colômbia , Equador , Guiana Francesa , Guiana , Suriname, Venezuela e Peru
Foi originalmente descrito como parte do gênero Sphiggurus (Wagner, 1842). Ainda há discussão taxonômica em relação a essa classificação, porém após a revisão de Tate  em 1935 a maioria dos autores consideram tais gêneros sinônimos.  

### Distribuição geográfica
Esta espécie apresenta uma distribuição geográfica abrangente, sendo encontrada em diversas regiões sul-americanas, sendo proeminentemente encontrados na Floresta Amazônica. Podem ocupar florestas de terra firme, sazonalmente inundadas e várzea. São animais bem adaptados a ambientes úmidos e preferem áreas com dossel fechado, características das florestas tropicais em planície.
No Brasil, são encontrados principalmente na região norte e central do país. Além disso, essa espécie também é encontrada em áreas próximas a rios e córregos, aproveitando as condições favoráveis encontradas em ambientes ribeirinhos. 

### Descrição morfológica
É um roedor considerado de pequeno a médio porte. O tamanho médio do comprimento de cabeça-corpo variando entre 280 e 380 mm, a cauda do Coendou melanurus apresenta um comprimento notável de 220 a 363 mm. Suas orelhas têm dimensões que oscilam entre 7 e 24 mm, enquanto o pé posterior exibe uma medida de 52 a 75 mm. Em termos de peso, essa espécie apresenta uma faixa de 1,5 a 2,4 kg.
Suas características externas são marcantes. Possui  pelagem dorsal longa e emergente, predominantemente enegrecida, com listras amarelas que proporcionam um contraste notável. Os longos pelos protetores têm pontas amareladas e cobrem espinhos defensivos bicolores. A pelagem é mais espessa nos ombros, conferindo uma aparência  robusta.
Ao explorar a anatomia craniana, observa-se que os seios naso-frontais, não estão inflados, como é comum no gênero.  A dentição do porco-espinho de cauda preta é composta por incisivos afiados e molares adaptados para uma dieta herbívora. 
A cauda, caracteristicamente preta, representa uma parte significativa da morfologia, atingindo de 80 a 95% do comprimento da cabeça-corpo. A garupa é coberta por grossos espinhos defensivos amarelos, muitas vezes ocultos por pelos, adicionando mais uma camada de proteção.
A região ventral, apresenta uma tonalidade marrom-acinzentada clara enquanto as pernas e os pés exibem uma coloração marrom-acinzentada escura.

### Ecologia
A espécie possui comportamento arborícola e noturno, utiliza copas altas de floresta, pelo menos 15 a 20 m acima do solo. Sua alimentação é baseada em recursos vegetais, alimentando-se de uma variedade de materiais vegetais, incluindo folhas, frutas e cascas.
Essa espécie é conhecida por ser predominantemente solitária, com indivíduos frequentemente encontrados sozinhos. Ao contrário de algumas outras espécies de porcos-espinhos que podem formar pares monogâmicos, o Coendou melanurus geralmente não vive em grupos sociais extensos.

### Comportamento
Sendo uma espécie noturna, durante o dia, pode se refugiar em locais protegidos, em meio à densa vegetação. São animais solitários que possuem breves interações apenas ao encontrar recursos alimentares ou para o acasalamento. 
Não há muita informação sobre seu comportamento sexual, porém é comum da família não possuir uma temporada de acasalamento específica. O acasalamento pode resultar em gestação, e a fêmea geralmente dá à luz poucos  filhotes após um período gestacional, há um nível limitado de cuidado parental. 
Essa espécie é especializada em forrageio, utilizando sua habilidade de escalar árvores e explorar diferentes partes da vegetação em busca de folhas, frutas e cascas. Sua habilidade de forragear em árvores é facilitada pela cauda preênsil, que permite movimentos ágeis entre os galhos.

### Conservação
Na sétima lista vermelha da União Internacional para a Conservação da Natureza (IUCN), o Coendou melanurus, ainda como Sphiggurus melanurus, foi classificado como pouco preocupante (LC). Entretanto, a espécie pode enfrentar alguns desafios por conta da perda de habitat para expansão agrícola e outras dificuldades geradas pelas mudanças climáticas.
1. Catzeflis, F. (2016). "Coendou melanurus". IUCN Red List of Threatened Species. 2016: e.T136738A22213900. doi:10.2305/IUCN.UK.2016-2.RLTS.T136738A22213900.en
2. Bonvicino, C. R., Penna-Firme, V. & Braggio, E. (2002) Molecular and karyologic evidence of the taxonomic status of Coendou and Sphiggurus (Rodentia:Erethizontidae). Journal of Mammalogy, 83 (4), 1071–1076
3. 
JUNIOR,V.C.(2013)"Filogenia e evolução de ouriços-cacheiros (Rodentia: Erethizontidae)" (Vitória-ES). Universidade federal do Espírito Santo- Centro de Ciências Humanas
4. Voss, R. S.; Hubbard, C.; Jansa, S. A. (February 2013). "Phylogenetic Relationships of New World Porcupines (Rodentia, Erethizontidae): Implications for Taxonomy, Morphological Evolution, and Biogeography". American Museum Novitates 
5.TÁXEUS. Táxeus lista de espécies: Coendou melanurus. c2015-2023. Disponível em: <https://www.taxeus.com.br/especie/coendou-melanurus>. Acesso em: 30 de novembro de 2023.
6. GBIF. Coendou melanurus. Disponível em:<https://www.gbif.org/pt/species/8363584>. Acesso em: 29 de novembro de 2023.
7. JUNIOR,V.C.; LEITE, Y.L.R.(2012) Geographic variation in hairy dwarf porcupines of Coendou from eastern
Brazil (Mammalia: Erethizontidae). Laboratório de Mastozoologia e Biogeografia, Departamento de Ciências Biológicas, Universidade Federal do Espírito Santo. ZOOLOGIA 29 (4): 318–336, August, 2012
doi: 10.1590/S1984-46702012000400005 
8. BioDiversity4All. Coandu-de-Rabo-Preto. Disponível em: <https://www.biodiversity4all.org/taxa/552458-Coendou-melanurus> Acesso em: 04 de dezembro de 2023.